# Surčin (općina)
Općina Surčin (srpski: Општина Сурчин) je općina u sastavu grada Beograda u Srbiji.

## Stanovništvo
Prema popisu stanovništva iz 2002. godine općina je imala 38.774 stanovnika, većinsko stanovništvo su Srbi, a manjina Slovaci, Romi i Hrvati.
| Narod                 | Broj   |
| Srbi                  | 37.866 |
| Albanci               | 12     |
| Bošnjaci              | 8      |
| Bugari                | 11     |
| Bunjevci              | 1      |
| Vlasi                 | 0      |
| Goranci               | 16     |
| Jugoslaveni           | 93     |
| Mađari                | 34     |
| Makedonci             | 95     |
| Muslimani             | 102    |
| Nijemci               | 13     |
| Romi                  | 1415   |
| Rumunji               | 3      |
| Rusi                  | 14     |
| Rusini                | 2      |
| Slovaci               | 1254   |
| Slovenci              | 14     |
| Ukrajinci             | 12     |
| Hrvati                | 373    |
| Crnogorci             | 89     |
| ostali                | 182    |
| neizjašnjeni          | 1066   |
| regionalna pripadnost | 56     |
| Nepoznato             | 1088   |

## Administrativna podjela
Općina Surčin ima površinu od 220 kvadratnih kilometara te je podjeljena na sedam naselja.
- Bečmen
- Boljevci
- Dobanovci
- Jakovo
- Petrovčić
- Progar
- Surčin

## Vanjske poveznice
- Informacije o općini  Arhivirana inačica izvorne stranice od 19. travnja 2017. (Wayback Machine)